# فرانسين باسكال
فرانسين باسكال (بالإنجليزية: Francine Pascal)‏ (13 مايو 1932)؛ كاتِبة، كاتبة للأطفال، كاتبة سيناريو وروائية أمريكية.

## روابط خارجية
- فرانسين باسكال على موقع IMDb (الإنجليزية)
- فرانسين باسكال على موقع قاعدة بيانات برودواي على الإنترنت (الإنجليزية)